# Cases Barates de Tarragona
Les Cases Barates de Tarragona són un exemple paradigmàtic de Cases Barates construïdes en règim cooperatiu i mantingudes o rehabilitades pels seus propietaris, estan situades a l'entrada de la principal via de comunicació de Tarragona i es conserven tal com van ser pensades pels seus fundadors.
El conjunt arquitectònic que observeu està format per 35 cases en quatre fileres de 9 cases (excepte una de 8) unides per dos carrers privats, Balmes i Emili Morera de Tarragona, i van ser construïdes a partir de 1930 per la Cooperativa de Cases Barates "La Colectiva" que va crear-se expressament el 1927 per la construcció dels esmentats habitatges, i recolzada per personatges històrics com Severiano Martínez Anido, Pedro Sangro y Ros de Olano (més conegut com el Marqués de Guad-el-Jelú), Eduardo Aunós Pérez, José Calvo Sotelo, Francisco Largo Caballero, Niceto Alcalá-Zamora y Torres, Marcel·lí Domingo, ministres del govern espanyol, diversos consellers de la Generalitat de Catalunya, entre els quals destaca Antoni Rovira i Virgili, alcaldes de la ciutat de Tarragona (Pere Lloret Ordeix, ...), i prohoms de la ciutat com el cardenal-arquebisbe Vidal i Barraquer, tots ells de l'època prèvia al 1939.
El projecte constructiu i la direcció d'obra van ser efectuats pels arquitectes Manuel Cases Lamolla, José Maria Monravà Lòpez i Francisco Monravà de 1928 a 1935, obtenint de l'Ajuntament de Tarragona el certificat d'habitabilitat i qualificació definitiva entre 1934 i 1935, depenent de les fases. El 1939 el canvi de règim obligà a inscriure la cooperativa amb la denominació "Cooperativa sindical de Viviendas Protegidas el Pinar". El 1946 l'Ajuntament de Tarragona incorporà les Cases Barates al nucli urbà de la ciutat.
Actualment, les 35 cases i els 2 carrers privats (Balmes i Emili Morera) formen un conjunt arquitectònic singular, preservat per la iniciativa privada dels seus propietaris.
Arran de l'aprovació del Pla d'Ordenació Urbanística Municipal 2007 de la ciutat de Tarragona, que preveia enderrocar-les per construir-hi edificis de sis plantes, han estat recuperats de l'oblit més de 3500 documents de l'arxiu de la comunitat, que s'estan estudiant conjuntament, per un equip interdisciplinari d'especialistes de la Universitat de Barcelona i de la Universitat Rovira i Virgili.